# جادو زهي حاجي بيري
جادو زهي حاجي بيري (بالفارسية: جادو زهی حاجی پیری) هي قرية تقع في منطقة بولان في إيران. يقدر عدد سكانها بـ 219 نسمة بحسب إحصاء 2016.